# 奧魯姆 (內布拉斯加州)
奧魯姆（英語：Orum）是位於美國內布拉斯加州華盛頓縣的非建制地區。

## 歷史
奧魯姆的郵局於1890年設立，其後於1902年停運。

## 地理
奧魯姆所處的海拔為高於海平面404米（即1325英呎），而該地所採用的時區為UTC-6，即北美中部时区（CST）。同時該地設有夏令時間，為UTC-6調快一小時，即UTC-5（CDT）。